# Comune di Bologna (Medioevo)
Il Comune di Bologna fu un libero comune esistito nel corso del Basso Medioevo.

## Storia

### Origine e nascita
L'origine dell'organizzazione comunale a Bologna è incerta e viene collocata tra l'XI e il XII secolo. Tuttavia come data fondativa viene indicata quella del 1116, con il Diploma imperiale rilasciato dall'imperatore Enrico V di Franconia. Questo documento non testimonia ancora un Commune già operativo e funzionante, ma soltanto dei cives; In ogni modo si evince dai privilegi descritti che il corpo dei cives abbia già una propria organizzazione. Rilevante è anche l'assenza del vescovo, che fa indurre ad un corpo dotato di un'identità autonoma, mentre sono presenti come testimoni il conte Ubertus, e il maestro Irnerio in qualità di iudex.
Altro documento importante è l'atto stipulato tra Bologna e i castelli di Rodiano, Sanguineta e Cavriglia, nella valle del Reno. Nell'accordo, risalente al 10 giugno 1123, troviamo già costituito il comune, retto da consoli: si tratta dunque di uno stadio ulteriore dello sviluppo cittadino rispetto al 1116.
L'atto del 1123 segna anche l'inizio del processo di conquista del contado da parte della città, che per tutto l'alto medioevo aveva visto uno scarso controllo sul territorio circostante. Se infatti l'Appennino era dominato dai signori feudali, tra cui spiccavano i Conti di Panico, la pianura e la bassa collina erano ugualmente frammentati; si aggiungeva poi il grosso problema della cosiddetta "eredità matildica", ovvero i possedimenti già della casa di Canossa, che dopo la morte di Matilde erano diventati oggetto di disputa tra la Chiesa e l'Impero.

### Periodo consolare

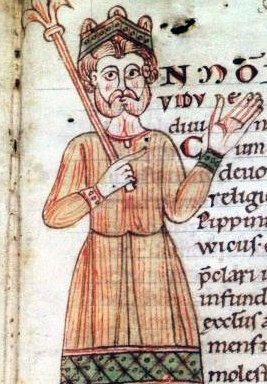
L'imperatore Lotario III

Già nei primi decenni del XII secolo dunque si manifestò l'espansionismo bolognese, orientandosi principalmente sull'asse della Via Emilia: ad ovest, verso Modena; ad est, in direzione di Imola. Con l'avviarsi delle prime conflittualità regionali iniziò a configurarsi un sistema di alleanze "a scacchiera", poiché i vari comuni vicini instauravano sì relazioni tra loro, ma non tra centri urbani direttamente confinanti o contermini. In questo quadro si inserisce dunque l'alleanza con Faenza, in funzione anti-imolese. Già nel 1124-1125 i bolognesi erano andati ad aiutare i faentini contro i conti di Cunio.
In Romagna esercitava ancora un forte potere la Sede metropolitana ravennate; L'arcivescovo vantava e possedeva infatti vaste proprietà fondiarie ma anche possedimenti a titolo di signorie territoriali, oltre ad esercitare una forte influenza sulle diocesi suffraganee. I difficili rapporti tra Bologna e Ravenna furono regolati in un incontro a San Giovanni in Persiceto nel 1130, in cui l'arcivescovo Gualtiero dovette riconoscere il nuovo vescovo eletto di Bologna, Enrico. Infatti la diocesi felsinea era stata autonoma, assieme alle altre diocesi emiliane, nel periodo tra il 1106 e il 1118, anno in cui furono riportate nell'orbita ravennate da papa Gelasio II allo stesso Gualtiero. Conseguenza dell'incontro persicetano fu la stipula di un'alleanza tra le due città sempre in funzione antimolese, in vigore negli anni tra il 1132 e il 1137.
Nel frattempo, il confine verso Modena, già oggetto da tempo di dispute e interferenze per la delimitazione delle diocesi, vide una continua conflittualità. In questo contesto si inserì l'accordo tra Bologna e Nonantola del 1131, con cui i secondi fecero dedizione al comune bolognese pur di evitare la sottomissione a Modena, e garantendosi così anche protezione militare.
Nel 1136 l'imperatore Lotario III scese con una spedizione militare in Italia, unica presenza dai tempi di Enrico V e che tale rimarrà fino al Barbarossa. Già nel 1132 era giunto in visita nella pianura padana, ma in quell'occasione la città di Bologna non lo fece entrare, come segno di ostilità. Nell'inverno del 1137 Bologna subì una delle sue prime sconfitte in seguito ad un assedio, da cui tuttavia si riprese in breve tempo.
Le lotte con Modena ripresero nel decennio successivo, aventi sempre come obiettivo l'Abbazia di Nonantola e i beni matildici, fino al 1148 quando papa Eugenio III privò Modena della titolarità diocesana, che fu suddivisa tra quelle confinanti, seppur per breve tempo. Già nel 1150 i modenesi distrussero il castello di Nonantola. Anche nell'Appennino proseguivano i tentativi di espansione, da una parte in funzione antimodenese come l'accordo coi cattanei del Frignano, dall'altra in ottica di controllo del contado, come l'acquisizione della rocca di Monteveglio nel 1157, già dominio canossano.

### Il conflitto col Barbarossa
All'inizio degli anni 1150 sono attestati i primi podestà. Il primo fu Guido da Sasso, figlio del vassallo matildico Rainerio, chiamato a guidare la città per cinque anni. Lo scopo di una magistratura unica al posto del collegio consolare era di dare stabilità politica al comune ma soprattutto militare. Guido, legato al mondo dello Studium, si servì della collaborazione di alcuni giuristi della scuola bolognese dei glossatori.
Gli stessi anni '50 videro la forte presenza di Federico Barbarossa in Italia, dati i suoi propositi di restaurare l'autorità imperiale oltralpe. La sua influenza si fece sentire dopo la Dieta di Roncaglia: nel 1155 si accampò vicino a Bologna, quando con un diploma elevò Medicina (feudo matildico) in castrum, con lo scopo di difendersi dal comune; probabilmente sempre in quest'occasione emana la Authentica Habita. Nel 1159, dopo un breve ritorno dei consoli, impose un proprio rappresentante alla guida della città, Guido di Canossa.
Nell'estate del 1162 Federico arriva a Bologna e senza troppi sforzi assoggetta la città. Nomina come suo legatus imperatoris il podestà Bezo, un giurista bolognese già giudice imperiale. L'imposizione politica dello Svevo scatenò le tensioni interne alla città, con la divisione tra i suoi sostenitori e ribelli all'Impero. L'apice si ebbe con l'aggressione verso Bezo avvenuta nel 1164, in contemporanea alle sollevazioni delle città della lega Veronese, provocando la pesante repressione delle milizie imperiali. Le inquietudini interne si manifestarono nell'alternanza tra governo consolare e magistrati unici imposti dal sovrano, come quando fu richiamato Guido di Canossa nel 1165.
Se fino al 1167 Bologna rimase sotto il controllo del Barbarossa, la corrente antimperiale continuò a crescere, grazie soprattutto all'azione di papa Alessandro III. Con il sollevarsi dei comuni veneti e lombardi, anche Bologna aderì alla Lega Lombarda tra il 1167 e il 1168. L'ingresso nella nuova alleanza, seppur tenuto con una certa prudenza e senza troppo impegno, inquadrò in modo diverso le lotte contro Modena e Imola; lo schema "a scacchiera" delle alleanze intercomunali fu assunto dalle potenze egemoni: gli imperatori germanici sostenevano Modena, Imola e Ravenna, mentre il papa si appoggiarono a Bologna e Faenza, delineando così in prospettiva i rapporti futuri. L'apertura al mondo lombardo, tramite l'adesione alla Lega, aveva invece scopi per lo più commerciali, con la liberazione dei traffici da situazioni di pericolo e insicurezza, grazie a cui l'economia poteva prosperare.
Nel frattempo le istituzioni comunali poterono consolidarsi, alternandosi ancora tra collegi di otto o più consoli, esponenti dell'aristocrazia urbana, e podestà, ora liberi dall'influenza imperiale e sempre più spesso provenienti da altre città. Segnale dei nuovi rapporti con l'area lombarda fu la convocazione di Pinamonte da Vimercate nel 1177. Le espansioni nel contado proseguirono, con l'acquisizione di Badolo, Battidizzo, Oliveto, Ciano e della rocca di Vico.
Bologna nelle guerre tra la Lega e l'Impero dovette subire gli attacchi dell'arcivescovo Cristiano di Magonza, legato di Federico I alla guida delle truppe imperiali. Nei primi mesi del 1175 Cristiano scese in Romagna e con l'appoggio di Faenza, governata da Guido Guerra, conquistò Imola e distrusse il castello di San Cassiano, fortilizio del vescovo di Imola e base militare dei bolognesi. Successivamente le truppe dell'arcivescovo si lanciarono in scorrerie nelle parti orientali del bolognese, sconfiggendo l'esercito comunale a Castel de' Britti. Bologna entrò in crisi, perduta la sua influenza sulla Romagna, entrata in orbita imperiale.
Nonostante ciò Bologna, al pari degli altri comuni, uscì dalle attività belliche con la firma della pace di Venezia nel 1177. In breve tempo, rinnovati gli accordi con Faenza, riebbe il controllo di Imola. La Pace di Costanza nel 1183 segnò come per gli altri comuni italiani il pieno raggiungimento dell'auspicata autonomia. Fu infatti riconosciuto il diritto di eleggere propri magistrati e molte regalie, tra cui quella di poter battere moneta. Sebbene la pace chiedesse a Bologna di abbandonare la conquista di Imola, la questione non si esaurì, se non forse in un primo momento.

### Dopo la pace di Costanza

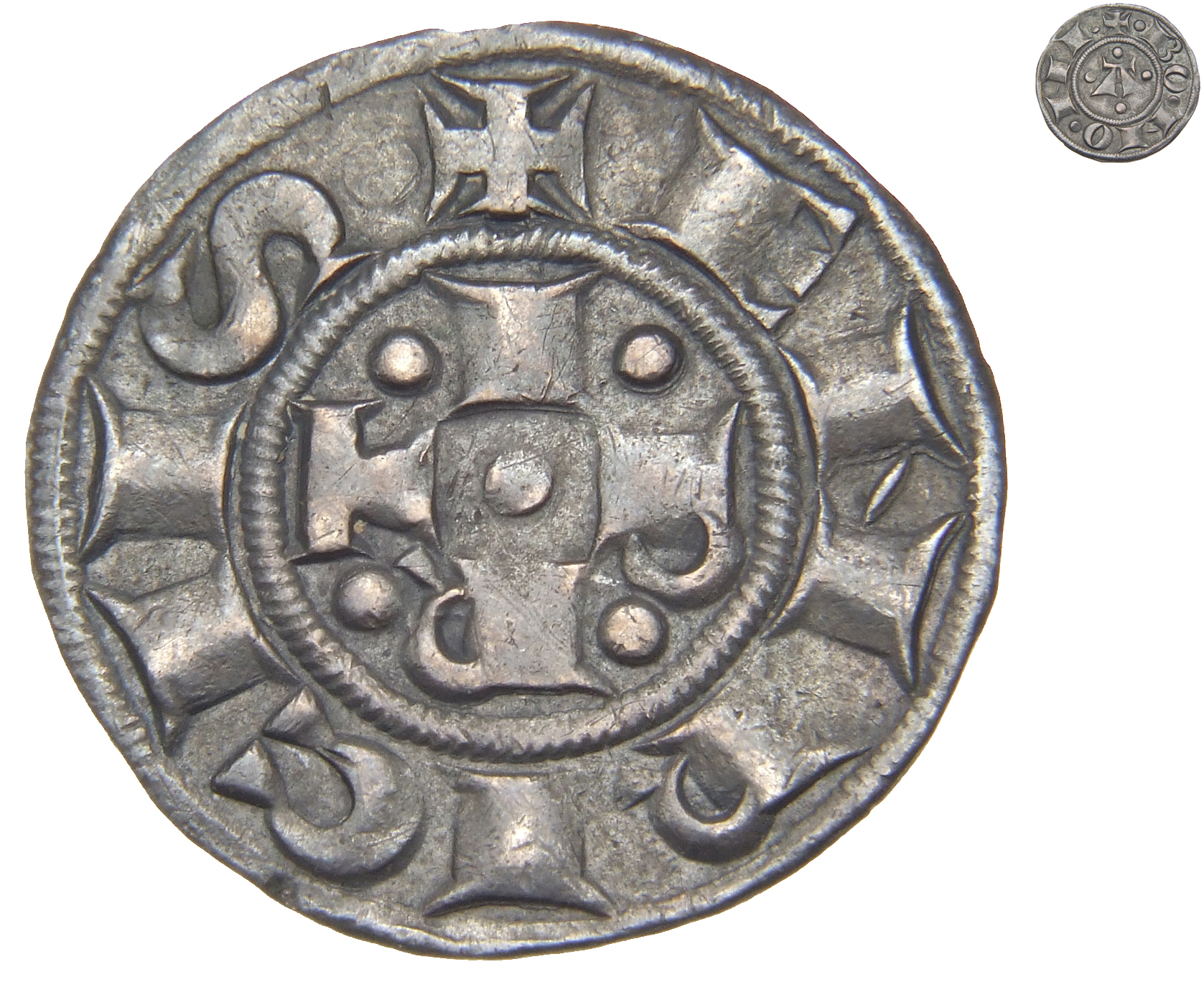
Moneta bolognese di età comunale. Il diritto di conio fu concesso dall'imperatore Enrico VI nel 1191.

Con la definitiva sconfitta del Barbarossa e il riconoscimento delle libertà comunali, su Bologna venne a mancare l'autorità superiore rappresentata dall'Impero, lasciando la città libera da qualsiasi influenza esterna. In quest'ultimo periodo del XIII secolo, proseguì l'alternarsi dell'istituto podestarile al vecchio governo consolare: gli ultimi consoli sono attestati nel 1194. Ciò testimonia sia la necessità di ricomporre i conflitti interni alla classe dirigente tramite la nomina di un podestà forestiero, ma anche la ritrovata forza dello stesso ceto aristocratico.
Per un breve periodo, attorno agli anni '90 del XIII secolo, il comune riallacciò i rapporti con l'Impero: nel 1191 Enrico VI di Svevia concesse alla città di battere moneta (il Bolognino); Nel 1192 venne nominato podestà il vescovo Gerardo di Gisla, figura vicina all'imperatore. Il vescovo-podestà, soluzione che non si ripresenterà più in seguito, probabilmente era vicino ai ceti mercantili in ascesa e ciò comportò una violenta reazione delle casate aristocratiche, che si ribellò il 13 aprile del 1193. L'elezione di un nuovo (e ultimo) collegio consolare in pieno contrasto col vescovo provocò una vera guerra civile con ripetuti scontri violenti. L'esperimento del vescovo-podestà fu in definitiva un fallimento, che segnò anche la fine della collaborazione congiunta tra la città e l'episcopio locale.
I tumulti interni non terminarono immediatamente, nemmeno con la nomina di un nuovo podestà pistoiese l'anno seguente. Nonostante ciò il ceto dirigente riprese forza, ritornando su un'impostazione tradizionale della politica estera, in chiave anti-imperiale e filo-milanese. Le mire bolognesi sulla Romagna però furono presto frenate dalla nomina imperiale di Marcovaldo di Annweiler a dux Ravennae et Romandiolae (Duca di Ravenna e della Romagna) nel 1195, e l'anno seguente Enrico VI sostenne con alcuni privilegi i cattani di Monteveglio, sempre in funzione di contenimento del comune. Bologna, dal canto suo, nel 1198 fondò il borgofranco di Castel San Pietro, in difesa del settore orientale verso Imola, ma anche a controllo di una parte d'Appennino insidiata dai conti dell'Arbore.
L'inizio del XIII secolo vide anche il riaprirsi delle contese con Modena. Vennero intensificati i rapporti con Reggio e nel 1203 venne fondato il Castrum S. Columbani, l'odierna Piumazzo, a difesa dei territori occidentali verso il Panaro. Tuttavia non si arrivò a scontri aperti ma l'anno successivo si giunse ad un arbitrato, condotto dal podestà Uberto Visconti, favorevole a Bologna. Il comune di Modena infatti era impegnato sia internamente, contro il vescovo locale, sia fuori, contro il Frignano che si era ribellato. Le ostilità proseguirono, con i modenesi che nel 1210 fortificarono Spilamberto, sull'altra riva del Panaro, ma nel corso del tempo i rapporti di Bologna con Modena e Reggio si stemperarono. Nello stesso periodo, sotto la guida del podestà milanese Guglielmo Pusterla, il comune si scontrò apertamente contro Pistoia per il controllo dell'alta valle del Reno. Per farlo venne stretta un'alleanza con Firenze; Fulcro di queste operazioni era Sambuca, che però i bolognesi non riuscirono a prendere, mentre conquistò altri centri come Stagno, Bargi e Badi, località poste sotto la diocesi felsinea. Tuttavia le conquiste di questa parte montana si arrestarono, data l'impossibilità di poter governare agevolmente i centri posti al di là dell'Appennino come Sambuca e Fossato.
Con la presenza di Ottone IV in Italia il Comune subì la pressione imperiale, sia nelle vicende romagnole che in quelle interne, con la predominanza di podestà filoimperiali come il Pusterla. Solo nel 1211, con la minaccia di Papa Innocenzo III di trasferire lo Studium altrove, Bologna passò dallo schieramento filo-pontificio. Così l'anno seguente vennero chiamati due podestà fiorentini, ciascuno a rappresentanza delle due fazioni interne: questa soluzione estrema fu resa necessaria dalle tensioni interne tra i due schieramenti.

### Il Duecento: Secolo d'oro

#### L'ascesa delpopulus
Già tra il 1217 e il 1219 vennero introdotti nel consiglio cittadino i rappresentanti delle corporazioni artigiane e delle società d'armi; tuttavia questa riforma ebbe breve durata, poiché ci fu un'immediata reazione da parte aristocratica che portò ad escludere i consoli delle arti dalle istituzioni, ad eccezione di quelli dei mercanti e dei cambiatori.
Nel 1228 però il regime del ceto nobiliare iniziò a vacillare dopo gli insuccessi militari nella guerra contro Modena. In città si verificarono violenti moti da parte degli emergenti ceti di borghesi e artigiani, guidati dal mercante Giuseppe Toschi. Queste agitazioni, che portarono all'assalto del palazzo comunale, segnarono l'affermazione definitiva del populus nella politica cittadina. Le rappresentanze del Popolo furono inserite nell'architettura istituzionale del comune, con una prevalenza all'interno delle varie corporazioni delle arti del cambio e dei mercanti.
Nel contempo le fratture tra le grandi casate che avevano dominato il comune fino a questo momento diventano insanabili. Gli aristocratici si organizzarono quindi in due fazioni, che successivamente prenderanno il nome delle due famiglie attorno alle quali ruotavano le dinamiche politiche: i Lambertazzi e i Geremei. La vasta portata delle vicende però usciva dal mero ambito familiare e allo stesso tempo coincideva solo in parte con la divisione tra Guelfi e Ghibellini. Durante la prima metà del secolo le tensioni si manifestarono apertamente in scontri tra i due schieramenti, che solo con molta difficoltà riuscivano ad essere sedati dalle istituzioni comunali.

#### La guerra contro Federico II (1226-1248)
Nel frattempo stava riemergendo la minaccia imperiale sulle città italiane. Nel 1226 si ricostituì la Lega lombarda e Bologna, assieme a Milano, ritornò ad essere il centro politico di riferimento contro Federico II. Nello stesso anno l'imperatore attraversò la Romagna. Bologna e Faenza non aggredirono il seguito imperiale, ma la posizione di debolezza di Federico II era tale da costringerlo a non transitare dalla Via Emilia. Federico II, in Emilia, poteva appoggiarsi a suoi sostenitori in città come Parma, Reggio e soprattutto Modena. Infatti puntò molto su quest'ultima in chiave anti-bolognese, assegnandole località che sin dal 1204 erano sotto controllo bolognese.
Nel 1227 l'imperatore si scagliò contro la Lega e in particolare contro Bologna, minacciando di chiudere lo Studium. La situazione fu solo parzialmente ricomposta grazie all'operato di Papa Onorio III (e il suo successore Gregorio IX), che appoggiava le città italiane. Tra il 1227 e il 1228 venne innalzato il fortilizio di Castelfranco, prospiciente il modenese Castel Leone, sulla riva sinistra del Panaro. Il 4 ottobre del 1228 la cavalleria bolognese tentò l'assedio a Bazzano, ma la rapida reazione dei nemici, che riuscirono ad incendiare il castello di Piumazzo, sconvolse l'armata felsinea, male organizzata. La sconfitta subìta provocò tumulti in città e segnarono un momentaneo arresto delle ostilità. Queste ripresero l'anno successivo, quando in una battaglia campale prevalsero ancora i filoimperiali. Nonostante ciò la tregua tra il Pontefice e l'Imperatore segnò anche tra Modena e Bologna una pace della durata di otto anni.
Durante questo periodo la Romagna, in particolar modo Cesena e Faenza, appoggiarono la politica del comune felsineo, fornendo anche truppe nelle azioni belliche verso occidente. Nonostante il risveglio delle forze filoimperiali a partire dagli anni Trenta, con Ravenna, Forlì e Rimini in testa, l'influenza di Bologna resistette fino ad arrivare a controllare le importanti saline di Cervia. Nel frattempo, avendo ottenuto l'appoggio delle famiglie signorili del Frignano, Bologna nel 1234 infranse l'armistizio e decise di riaprire il conflitto contro Modena.

## Società
Bologna nel suo apogeo, attorno alla metà del Duecento, contava all'incirca 50 000 abitanti; ciò la poneva tra le cinque o sei grandi città europee, grazie soprattutto alla presenza dello Studium che garantiva una notevole capacità attrattiva da tutto il continente. Tuttavia già nell'ultimo quarto del secolo, complice il costante sovraffollamento urbano, la crescita socioeconomica andò incontro ad un rapido declino. L'evento che segnò tragicamente questo ridimensionamento fu la cacciata della parte Lambertazza nel 1279, in cui si stima che furono esiliate tra le 12 e le 14 000 persone.
Della società bolognese durante il medioevo abbiamo scarse informazioni, almeno fino al 1228. Tra dodicesimo e tredicesimo secolo lo sviluppo economico favorirà l'emergere di nuovi ceti sociali, e fino per tutto il medioevo quella bolognese sarà una società dinamica e fluida.

### Nobiltà
Sebbene mancasse ai primordi una netta separazione tra l'aristocrazia urbana e gli strati inferiori della popolazione, troviamo a fini militari la distinzione tra milites e pedites: i primi, essendo più ricchi, combattevano a cavallo, mentre i secondi combattevano a piedi. Sebbene non esistesse uno status giuridico differenziato per i milites, il servizio di cavalleria comportava una diversa considerazione privilegiata. Non esistevano a Bologna lignaggi di derivazione altomedievale: le famiglie nobili di età consolare erano di tradizione piuttosto recente.
Il ceto aristocratico era composto da ricchi proprietari terrieri, che risiedevano in città e in virtù delle loro capacità economiche partecipavano alle guerre comunali come cavalieri. Questi gruppi nobiliari si basavano sul vincolo di parentela, e per rafforzarsi si riunirono in consorterie, le quali spesso avevano come scopo l'edificazione delle torri, simbolo di potere. Questi sodalizi dunque facevano capo ad una famiglia ritenuta più importante delle altre, che risiedevano in grandi palazzi cittadini, fortificati e turriti, espressione della bellicosità delle casate nobiliari.
Se originariamente questa classe nobiliare si era dimostrata aperta alla crescita economica e favorevole alla collaborazione con gli altri ceti sociali, nel corso del Duecento matura invece un'idea di chiusura, acquisendo privilegi nobiliari scollegati dalle funzioni prettamente militari. Ciò era dovuto anche all'ingresso di nuovi elementi, divenuti ricchi e che dunque potevano mantenere un cavallo da guerra, nella categoria dei milites; mentre verso la fine del secolo molti dei vecchi milites cadono in rovina, venendo registrati tra i pedites.
Si va dunque definendo un nuovo ceto aristocratico, che verrà definito magnatizio, e che man mano acquisirà caratteri specificatamente politici. Nel corso del Duecento infatti l'ostilità tra famiglie arriverà al vero e proprio scontro interno, dividendosi nelle due parti dei Geremei e dei Lambertazzi, affini agli schieramenti di guelfi e ghibellini; successivamente si arriverà anche al contrasto col popolo. La provenienza della classe magnatizia era eterogenea, dato che circa metà delle famiglie che agivano politicamente attorno al 1272 erano di tradizione consolare; mentre solo otto erano emerse dopo il 1228.

### Borghesia
I ceti mercantili e artigianali iniziano ad affermarsi già nella prima metà del XII secolo, riuscendo ad organizzarsi attorno alle corporazioni tra gli anni quaranta e sessanta del secolo.